# 사쿠라이 쇼
사쿠라이 쇼(櫻井 翔, 1982년 1월 25일~ )는 일본의 가수, 배우, 캐스터이며, 남성 아이돌 그룹 아라시의 서브보컬, 메인래퍼이다. 도쿄도 미나토구 출신.

## 약력
- 1999년 11월 3일, 아라시로서 〈A·RA·SHI〉로 CD 데뷔.
- 2002년 10월, 단독으로 라디오 《SHO BEAT》 퍼스낼리티를 시작한다.
- 2003년 1월, 닛폰 TV 《착한 아이의 친구~신참 보육사 이야기~》로 드라마 첫 주연.
- 2004년
  - 12월, 《WEST SIDE STORY》 무대 첫 주연.
- 2006년
  - 1월, 첫 솔로 콘서트를 개최.
  - 7월, 《허니와 클로버》로 영화 첫 주연.
  - 10월, NNN 《NEWS ZERO》 월요 캐스터로 취임.
- 2008년 8월, 닛폰 TV 《2008 베이징 올림픽》 메인 캐스터를 맡는다.
- 2009년 4월, J-WAVE에서 첫 레제드라마 《다자이 오사무 탄생 백주년 기념 기획 ART OF WORDS~사쿠라이 쇼의 〈인간 실격〉》을 방송.
- 2010년 2월, 닛폰 TV 《2010 밴쿠버 올림픽》 메인 캐스터를 맡는다.
- 2012년 7월, 닛폰 TV 《2012 런던 올림픽》 메인 캐스터를 맡는다.
- 2012년 8월, 닛폰 TV 《24시간 TV》 메인 퍼스낼리티를 맡는다.
- 2013년 4월, TBS 《지금, 이 얼굴이 굉장해!》 메인 MC를 맡는다.
- 2014년 2월, 닛폰 TV 《2014 소치 올림픽》 스페셜 캐스터를 맡는다.
- 2014년 4월, TBS 《사쿠라이 아리요시 위험한 밤연회》 메인 MC를 맡는다.
- 2016년 8월, 닛폰 TV 《2016 리우 올림픽》 메인 캐스터를 맡는다.
- 2018년 9월, 닛폰 TV 《2018 평창 올림픽》 스페셜 캐스터를 맡는다.
- 2019년 10월, 닛폰 TV 《럭비 월드컵 2019 일본대회》 스페셜 캐스터를 맡는다.

## 인물
- 소속 그룹 아라시의 랩, 가사를 담당하고 있다.
- 매주 월요일 방송의 메인 캐스터를 맡는 《NEWS ZERO》에서는, 〈이치멘!〉 〈Next! Generation〉 등의 코너를 맡는다.
- 《비밀의 아라시 짱!》 내에서 취득한 차일드마인더의 자격을 소지하고 있다.
- 《NEWS ZERO》 내에서 유니버셜 매너 검정 2급을 100점 만점 중 100점으로 합격했다. (링크 참고)
- 게이오기주쿠 유치사(초등학교), 게이오기주쿠 보통부(중학교), 게이오기주쿠 고등학교, 게이오기주쿠 대학 경제학부 졸업.
- 대학에서의 제2외국어는 스페인어를 이수하고 있었기 때문에, 스페인어로 랩의 가사를 쓴 적도 있다[1].
- 유년기 때의 꿈은, 축구 선수가 되는 것. 또, 《전격전대 체인지맨》의 체인지 페가수스가 되고 싶었다.

### 에피소드
- 당초의 이름 표기는 〈櫻사쿠라〉가 약자인 〈桜井翔사쿠라이 쇼〉였다. 귀찮았다고하는 이유로 이력서에 〈桜井사쿠라이〉라고 기재했었지만, 2002년 이후에는 호적상의 표기인 〈櫻井翔사쿠라이 쇼〉로 변경했다[2].
- 2008년 6월 1일에 나고야 돔에서 《Dream "A" live 투어》의 리허설 중에 스테이지에서 객석으로 낙하해, 오른손 엄지 밑을 골절했다. 당초는 사쿠라이를 제외하고 라이브를 개최하는 일도 생각할 수 있었지만, 피부색의 깁스를 감아 예정대로 라이브에 출연했다. 그러나 마이크를 잡을 수 없었기 때문에, 헤드 세트를 사용해, 댄스 등의 격렬한 움직임은 삼갔다.
- 피아노는 2003년 여름의 《How's it going? 투어》에서의 〈Blue〉의 반주나, 드라마 《야마다 타로 이야기》 극 중의 입학식 때 반주로 피로했다.
- 2011년 3월 11일 동일본 대지진 후의 특별 방송 체제가 되고 있던 《NEWS ZERO》에서, 미야기현 이시노마키시에서 중계 출연한 캐스터 무라오 노부타카에 대신해, 스튜디오 진행을 맡았다. 긴급 시에 연예인이 출연하는 TV 방송이 거의 방송되어 있지 않은 상황으로 사쿠라이는 재해지 이외의 시청자에 대해, 기부금에의 협력을 호소했다. 또, 그 후도 재해지 취재에 적극적으로 나갔다.
- 2011년 12월 31일 《제62회 NHK 홍백가합전》에서, 토호쿠 응원 기획 《내일을 노래하자. ~일본의 아라시 〈고향〉~》에서, 동일본 대지진의 해일로 재해해 수복된 피아노로 실제 연주를 실시했다.

### 랩
데뷔곡에 랩이 포함되어 있던 것으로부터 m-flo의 VERBAL에게 배우러 간 참, 〈어차피 랩을 한다면, 자신의 말로 써야 한다〉라고 하는 이야기가 되어 랩을 쓰기 시작했다. 콘서트에서의 솔로곡으로부터 시작해, 다음에 싱글의 간주에 보충 등을 해, 앨범에서 처음으로 쓴 것은 《HERE WE GO!》의 〈ALL or NOTHING〉, 싱글에서는 〈말보다 소중한 것〉이 처음이다. 7번째의 앨범 《Time》이나 8번째의 앨범 《Dream "A" live》의 "A" live의 부분은 사쿠라이가 고안 했다. 매회 콘서트 투어의 테마 등을 랩 가사에 쓰고 있기 때문에, 사쿠라이의 랩 가사를 콘서트의 오프닝으로 사용하는 것도 많다. 2008년의 《ARASHI AROUND ASIA 2008》에서는 간주로 랩을 낭독했다. 〈Hip Pop Boogie〉

### 한국과의 인연
마츠모토 준과 함께 한국을 좋아하고, 한국 음식을 적극적으로 잘 즐기는 편이다.
잡지 인터뷰에서 밝혀진 바에 의하면, 한국의 밴드 혁오의 노래를 즐겨 듣는다고 한다.
외국인이라는 것을 감안해도 한국어 발음 역시 상당히 좋은 편에 속한다.
한국 팬들 중에서도 특유의 재료 때문에 못 먹는 사람이 많은 선지 해장국도 맛있게 먹는다.
실제 한 예능프로에서 선배 연예인이 단골로 가는 한국 요리집에 가서 진행했을 때도 멤버들이 상당히 많은 양을 먹어 잠시 쉬는 동안에도 사쿠라이 쇼는 앞에 놓인 김을 가져갔고 마츠준은 잡채를 가져갔을 정도이다.
방송 인터뷰에서 집 냉장고에 김치와 한국 김을 잔뜩 쟁여 놓았으며 술안주로 즐긴다고 밝힌 바 있다.
‘사쿠라이 아리요시 위험한 밤연회’에서 아리요시가 사쿠라이의 이런 모습을 VCR로 보며 촌스러운 김치라며 디스를 하자, 사쿠라이는 “맛 없는 김치는 있어도 촌스러운 김치는 없습니다.”라고 응수했다.
2018 평창 동계올림픽의 캐스터 일로 쇼가 평창에 머무를 때 사쿠라이 쇼의 현지 코디네이터들이 나눈 대화가 인상적이다.
“음식 취향이란 게 사람마다 다르니까.. 어떤 레스토랑에 데려갈 지가 가장 고민이에요.”
“일본 요리, 이탈리아 요리.. 애시당초 한국 요리에도 여러 종류가 있으니까..”
“사쿠라이 씬 어때요? 그렇게 장기간 체류하는 동안 어디 데려가세요?”
“아~ 걘 김치랑 소주만 있으면 돼.”
또한, 어디에서 배운 건지 소방차 노래인 어젯밤 이야기를 알고 있다.
아마도 일본의 인기 개그맨 다운타운이 동료 개그맨들과 방송 기획으로 소방차의 어젯밤 이야기를 커버하여 활동했던 것을 보고 기억했을 확률이 높다.
'오쟈파맨'이라는 이름으로 타이틀을 붙여 공연했는데, 나중에는 진짜 소방차 멤버들을 섭외해서 공연하기도 했다.
처음 한국에 온 것은 게이오기주쿠대학 4학년 졸업여행으로 온 서울 명동이다.
간단한 한국어 정도는 말할 수 있는 수준이다.
사쿠라이가 아라시 콘서트로 내한했을 때 웹 일기에 “見て ジュセヨ(미테 주세요, 봐 주세요)”라고 쓴 적이 있는 것으로 봐선 한국어 문법도 대충은 파악하고 있을 수도 있다.
최근에도 쟈니스웹의 개인 웹일기 페이지인 오토노하에 종종 ~イムニダ。라고 쓰는 경우가 있다.
탄 냄새 안 나? (feat. 너 더덕이니?)
졸업여행으로 한국에 갔을 때 길에서 만난 한국인 팬이 "꼭 내한해달라"고 부탁했고, 그 뒤 얼마 지나지 않아 한국 콘서트를 하게 되었는데, 공항에 "약속 지켜줘서 고마워요."라는 피켓을 보고 내심 감동받았다고 한다.
한국 음식 중에서도 간장게장을 무척 좋아한다.
한국에 왔을 때 한국팬과 같이 찍은 사진이 인터넷에 돌아다니는데, 배경이 간장게장집이다.
<비밀의 아라시짱>에서 게스트가 간장게장에 대해 이야기했더니 매우 좋아하는 모습을 보였다.
출연진 모두가 간장게장을 맛보았는데 모두 평은 만점이었다.
전설의 아라시 간장게장 게다가 일본의 한 설렁탕집과 관련된 퀴즈를 맞추고 부상으로 얻은 설렁탕을 시식하던 와중에 평소 좋아하던 깍두기가 반찬으로 나오자 깍두기를 더 먹을정도로 깍두기를 좋아한다.
영아짱과 함께하는 삼겹살 쌈밥 먹방
타케이 에미와 함께 한 도쿄에서 한국 체험하기
그런 그에게 올 겨울은 한국 음식 먹방의 절정을 찍을 수 있었던 시기가 되었다.
본인 피셜 2018 평창 동계올림픽 닛테레 스페셜 캐스터로 한국에 왔을 때, 보름 남짓 되는 기간동안 엄청난 한국 음식 먹방 퍼레이드를 찍고 갔다고 한다.
냉면, 황태전골, 불고기 등 삼시세끼(에 어쩌면 술안주까지도) 한국 음식만 즐기는 일정이 지속됐고, 현지 코디네이터들이 “사쿠라이 씨, 이제 슬슬 일본 요리나 이탈리아 요리 레스토랑에 갈까요?” 라고 물어도 항상 한국 음식 메뉴를 댔다고 한다.
사쿠라이 본인도 이런 본인의 모습을 의식했는지 슬슬 다른 음식이 먹고 싶은 스태프도 있겠구나 싶어 이탈리안 레스토랑에 갔는데, 그 집 메뉴판에 김치 파스타가 보이자 주저없이 김치 파스타를 주문했다.

## 직접 쓴 랩
2003년 발표한 아라시의 11번째 싱글 〈말보다 소중한 것〉이후, 랩 부분의 가사는 모두 사쿠라이 자신이 다루고 있다.

### A면 싱글
- 言葉より大切なもの / 말보다 소중한 것 (2003년 9월 3일)
- PIKA★★NCHI DOUBLE (2004년 2월 18일)
- サクラ咲ケ / 벚꽃이여 피어나라 (2005년 3월 23일)
- きっと大丈夫 / 분명 괜찮을거야 (2006년 5월 17일)
- We can make it！ (2007년 5월 2일)
- Step and Go (2008년 2월 20일)
- 風の向こうへ / 바람의 저편으로 (2008년 8월 20일)
- Believe (2009년 3월 4일)
- Face Down (2012년 5월 9일)
- Daylight (2016년 5월 18일)

### B면 싱글
- 君がいいんだ / 네가 좋아 (2003년 2월 13일)
- 五里霧中 / 오리무중 (2004년 2월 18일)
- 二人の記念日 / 두 사람의 기념일 (2005년 11월 16일)
- NA!NA!NA! (2006년 5월 17일)
- いつまでも / 언제까지나 (2007년 2월 21일)
- Di-Li-Li (2007년 5월 2일)
- Still... (2007년 9월 5일)
- 時計じかけのアンブレラ / 시계장치의 우산 (2009년 11월 11일)
- スパイラル / 스파이럴 (2010년 5월 19일)
- Boom Boom (2011년 2월 23일, 통상반만)
- うたかた / 물거품 (2011년 11월 2일, 통상반만)
- ふたりのカタチ / 두 사람의 형태 (2012년 3월 7일, 통상반만)
- Sync (2014년 1월 12일, 통상반만)

### 앨범 곡
- HERE WE GO！ (2002년 7월 17일)
  - Theme of ARASHI
  - ALL or NOTHING Ver.1.02

- How's it going? (2003년 7월 9일)
  - Crazy groundの王様 / Crazy ground의 왕
  - Lucky Man
  - パレット / 팔레트
  - テ・アゲロ / 손 들어

- いざッ、Now / 자, Now (2004년 7월 21일)
  - The Bubble
  - EYES WITH DELIGHT
  - RIGHT BACK TO YOU

- 5×5 THE BEST SELECTION OF 2002←2004 (2004년 11월 10일)
  - La tormenta 2004 (통상반만)

- One (2005년 8월 3일)
  - Overture
  - 夏の名前 / 여름의 이름
  - 素晴らしき世界 / 멋진 세계
  - Yes?No?

- ARASHIC (2006년 7월 5일)
  - ランナウェイ・トレイン / 런어웨이 트레인
  - Raise Your Hands
  - COOL & SOUL
  - Secret Eyes

- Time (2007년 7월 11일)
  - WAVE
  - 太陽の世界 / 태양의 세계
  - ROCK YOU
  - Cry for you
  - 風 / 바람
  - LIFE
  - Can't Let You Go (초회 한정반만)

- Dream "A" live (2008년 4월 23일)
  - Move your body
  - 虹の彼方へ / 무지개의 저편으로
  - Flashback
  - My Answer
  - Once Again (통상반만)
  - Hip Pop Boogie (초회 한정반만)

- All the BEST! 1999-2009 (2009년 8월 19일)
  - 5×10
  - Re(mark)able (초회 한정반만)

- 僕の見ている風景 / 내가 보고 있는 풍경 (2010년 8월 4일)
  - movin' on
  - マダ上ヲ / 더욱 위로
  - T.A.B.O.O
  - let me down
  - 空高く / 하늘 높이
  - Summer Splash!

- Beautiful World (2011년 7월 6일)
  - Rock this
  - まだ見ぬ世界へ / 아직 보지 못한 세계에
  - Hung up on
  - Joy
  - このままもっと / 이대로 좀 더
  - エナジーソング〜絶好調超!!!!〜 / 에너지 송~절호조초!!!!~ (세븐 넷 오리지널반만)

- Popcorn (2012년 10월 31일)
  - Welcome to our party
  - 旅は続くよ / 여행은 계속돼
  - Fly on Friday
  - Cosmos
  - Up to you

- LOVE (2013년 10월 23일)
  - 愛を歌おう / 사랑을 노래하자
  - P･A･R･A･D･O･X
  - sugar and salt
  - Starlight kiss

- THE DIGITALIAN (2014년 10월 22일)
  - Tell me why
  - Asterisk
  - Hey Yeah!
  - Take Off !!!!! (작사) (통상반만)

- Japonism (2015년 10월 21일)
  - 心の空 / 마음의 하늘
  - 君への想い / 너를 향한 마음
  - Rolling days
  - イン・ザ・ルーム / 인 더 룸

- Are You Happy? (2016년 10월 26일)
  - Sunshine
  - To my homies
  - TWO TO TANGO (통상반만)

### CD 미수록곡
JASRAC 공식 사이트의 〈작품 데이터베이스 검색 서비스〉에, 작사자에 〈사쿠라이 쇼〉를 포함한 악곡의 등록 내용을 기초로 기술.
- UNTI UNTI（ANTI-ANTI） JASRAC 작품 코드:119-1446-7
  - 《AAA+ in Dome》에서 곡명이 〈Anti Anti〉가 되어 있는 것은, 돔용으로 가사를 조금 바꾸었기 때문에 〈새로운 의미를 담아〉라고 사쿠라이 본인이 희망했기 때문에.
- 俺たちのソング / 우리의 송 (오노 사토시와의 공작) JASRAC 작품 코드:130-6653-6

### 커버곡
- 로린 힐 〈Can't Take My Eyes Off Of You〉 - 라이브 비디오 《슷핀 아라시》 수록.
- 오자와 켄지 featuring 스챠다라파 〈今夜はブギーバック 오늘밤은 부기백〉 - 라이브 비디오 《ALL or NOTHING》 수록.

## 수상
- 제5회 닛칸 스포츠 드라마 그랑프리 신인상 (《천국에서 가장 가까운 남자》)
- GQ 맨 오브 더 이어 2009
- 제21회 TVLIFE 연간 드라마 대상 주연 남우상 (《수수께끼 풀이는 저녁식사 후에》)
- 제17회 닛칸 스포츠 드라마 그랑프리·봄 드라마 주연 남우상 (《가족 게임》)
- 제77회 더 텔레비전 드라마 아카데미상 주연 남우상 (《가족 게임》)
- 제68회 일본 방송 영화 예술 대상 방송 부문 우수 주연 남우상 (《가족 게임》)
- 제23회 TVLIFE 연간 드라마 대상 2013 주연 남우상 (《가족 게임》)

## 출연
※역할의 이름이 굵은 글씨인 것은 주연 작품

### 드라마
- 열혈 연애도 제9화 〈case.9 양자리의 AB형 BOY〉 (1999년 3월 7일, 닛폰 TV) - 타케우치 아키라 역
- V의 아라시 (1999년 10월 11일 ~ 29일, 후지 TV) - 사쿠라이 쇼 역
- 2000 FNS 1억 2700만명의 27시간 TV 몽열도 ~가족 사랑 Love You~드라마 스페셜 〈아버지〉 (2000년 7월 8일, 후지 TV) - 오무라 쇼 역
- 천국에서 가장 가까운 남자 교사 편 (2001년 4월 13일 ~ 6월 29일, TBS) - 토도 아유미 역
- 소년 타이어 〈아오키씨가의 부인〉 (2002년 1월 8일 ~ 1월 29일, 후지 TV) - 쇼 역
- 키사라즈 캐츠아이 (2002년 1월 18일 ~ 3월 15일, TBS) - 밤비(나카고메 후토시) 역
- 착한 아이의 친구~신참 보육사 이야기~ (2003년 1월 18일 ~ 3월 15일, 닛폰 TV) - 스즈키 타이요 역
  - 제7화에 아이바 마사키, 제8화에 오노 사토시, 제9화에 마츠모토 준이 우정 출연했다.
- 이케부쿠로 웨스트 게이트 파크 수프의 회(SP) (2003년 3월 28일, TBS) - 밤비(나카고메 후토시) 역 (게스트 출연)
- 연기자. 〈파리잡는 끈끈이〉 (2003년 10월 14일 ~ 11월 11일, 후지 TV) - 야마다 요헤이 역
- 스페셜 《너스맨》 (2004년 4월 6일, 닛폰 TV) - 이와타 마사야 역
- 극단 연기자. 〈언럭키 데이즈~나츠메의 망상~〉 (2004년 4월 13일 ~ 5월 13일, 후지 TV) - 칸토쿠 역
- 토키오 아버지에게로의 전언 (2004년 8월 30일 ~ 9월 30일, NHK) - 미야모토 토키오 역
- 양키 모교로 돌아오다~여행의 시간 불량 소년의 꿈 (2005년 3월 27일, TBS) - 요시이에 히로유키 역
- 극단 연기자. 〈이시카와 현 고산 시〉 (2005년 6월 29일 ~ 7월 27일, 후지 TV) - 카와세 준 역
- 기묘한 이야기 봄 특별편 〈재능구슬〉 (2007년 3월 26일, 후지 TV) - 오오타 신와 역
- 야마다 타로 이야기 (2007년 7월 6일 ~ 9월 14일, TBS) - 미무라 타쿠야 역
- 노래 오빠 제7화 (2009년 3월 6일, TV 아사히) - 사쿠라이 쇼 역 (게스트 출연)
- 더 퀴즈 쇼 (2009년 4월 18일 ~ 6월 20일, 닛폰 TV) - 카미야마 사토루 역
- 마이걸 제10화 (2009년 12월 11일, TV 아사히) - 사토 역 (게스트 출연)
- 최후의 약속 (2010년 1월 9일, 후지 TV) - 토미자와 유키오 역
- 한신·아와지 대지진으로부터 15년 고베 신문의 7일간 ~생명과 마주본 재해 기자들의 투쟁~ (2010년 1월 16일, 후지 TV) - 미츠야마 토모히코 역
- 특상 카바치!! (2010년 1월 17일 ~ 3월 21일, TBS) - 타무라 카츠히로 역
- 수수께끼 풀이는 저녁식사 후에 (2011년 10월 18일 ~ 12월 20일, 후지 TV) - 카게야마 역
  - 수수께끼 풀이는 저녁식사 후에 스페셜 (2012년 3월 27일) - 카게야마 역
  - 수수께끼 풀이는 저녁식사 후에 스페셜~선상 탐정·카게야마 (2013년 7월 30일 ~ 8월 2일) - 카게야마 역
  - 수수께끼 풀이는 저녁식사 후에 스페셜~카자마츠리 경부의 사건부~ (2013년 8월 2일) - 카게야마 역 (특별 출연)
- 이제 유괴같은 건 안 할래 (2012년 1월 3일, 후지 TV) - 카게야마 역 (우정 출연)
- 블랙 보드~시대와 싸운 교사들~ 제1밤 (2012년 4월 5일, TBS) - 시라하마 쇼헤이 역
- 파파돌! 제1화 (2012년 4월 19일, TBS) - 사쿠라이 쇼 역 (게스트 출연)
- 가족 게임 (2013년 4월 17일 ~ 6월 19일 , 후지 TV) - 요시모토 코우야 / 타고 유다이 역
- 대사각하의 요리사 (2015년 1월 3일, 후지 TV) - 오오사와 코우 역
- 세상에서 가장 어려운 사랑 최종화 (2016년 6월 15일, 닛폰 TV) - 사쿠라이 쇼 역 (우정 출연)
- 너에게 바치는 엠블럼 (2017년 1월 3일, 후지 TV) - 타카죠 카즈야 역
- 먼저 태어났을 뿐인 나 (2017년 10월, 닛폰 TV) - 나루미 료스케 역
- 네메시스 (사쿠라이 쇼주연드라마, NTV, 2021년4월 11일~현재)-카자마 나오키 역

### 영화
- PIKA☆NCHI LIFE IS HARD 그렇지만 HAPPY (2002년) - 카모가와 타다시(츄) 역
- 키사라즈 캐츠아이 일본 시리즈 (2003년) - 나카고메 후토시(밤비) 역
- PIKA☆☆NCHI LIFE IS HARD 그래서 HAPPY (2004년) - 카모가와 타다시(츄) 역
- 허니와 클로버 (2006년) - 타케모토 유타 역
- 키사라즈 캐츠아이 월드 시리즈 (2006년) - 나카고메 후토시(밤비) 역
- 황색눈물 (2007년) - 무카이 류조 역
- YATTERMAN~얏타맨~ (2009년) - 타카다 간 역
- 신의 카르테 (2011년) - 쿠리하라 이치토 역
- 수수께끼 풀이는 저녁식사 후에 (2013년) - 카게야마 역
- 신의 카르테 2 (2014년) - 쿠리하라 이치토 역
- PIKA★☆★NCHI LIFE IS HARD 아마도 HAPPY (2014년) - 카모가와 타다시(츄) 역
- 라플라스의 마녀 (2018년) - 아오에 슈스케 역

### 무대
- 쟈니즈 판타지 KYO TO KYO (1997년 8월 29일)
- 쟈니즈 판타지 KYO TO KYO 프리뷰 공연 (1998년 3월 ~ 4월)
  - 〈TOKYO하마마츠쵸〉로서 출연
- WEST SIDE STORY (2004년 12월 4일 ~ 2005년 1월 9일) - 토니 역-마츠모토 준, 오노 사토시 등등과 함께
- 뷰티플 게임 (2006년 3월 27일 ~ 4월 26일) - 존 케리 역

### 보도 프로그램
- NEWS ZERO (2006년 10월 2일 ~ , 닛폰 TV) - 월요 캐스터

### 스포츠 프로그램
- 월드컵 발리볼 2007 (2007년 11월 2일 ~ 12월 2일, 후지 TV) - 메인 캐스터
- The Moments-베이징으로 이어지는 순간- (2008년 4월 8일 ~ 9월 30일, 닛폰 TV)
- 2008 베이징 올림픽 발리폴 세계 최종 예선 (2008년 5월 17일 ~ 6월 8일, 후지 TV) - 메인 캐스터
- 2008 베이징 하계 올림픽 (닛폰 TV) - 메인 캐스터
- 2010 밴쿠버 동계 올림픽 (닛폰 TV) - 스페셜 캐스터
- LONDON HEAT~런던 뜨거운 시선~ (2012년 4월 7일 ~ 7월 7일, 닛폰 TV)
- 2012 런던 하계 올림픽 (닛폰 TV) - 메인 캐스터
- 아카시야 산마&사쿠라이 쇼&우에다 신야 자 런던에! 일본 대표 (비) 운명의 날 SP (2012년 7월 7일, 닛폰 TV)
- 런던 올림픽 2012 산마·사쿠라이·우에다의 메달리스트 생 대집결! 승리 축하회 (2012년 8월 13일, 닛폰 TV)
- 2014 소치 동계 올림픽 (닛폰 TV) - 스페셜 캐스터
- 2016 리우 하계 올림픽 (닛폰 TV) - 메인 캐스터
- 2018 평창 동계 올림픽 (닛폰 TV) - 스페셜 캐스터

### 버라이어티 프로그램
- 결정! 전국 47도도부현 초 랭킹 배틀!! 출신 현에서 성격 진단!? 일본 현민성 발표 SP (2006년 1월 5일·9월 28일·12월 27일·2007년 4월 10일·10월 4일, TBS)
- 지금, 이 얼굴이 굉장해! (2013년 4월 11일 ~ 2014년 3월 20일, TBS) - MC
- 사쿠라이 아리요시 위험한 밤연회 (2014년 4월 17일 ~ 현재 방송 중, TBS) - MC

### 특별 프로그램
- THE MUSIC DAY 음악의 힘 (2013년 ~ , 닛폰 TV) - 종합 사회
- 닛테레 계 음악 제전 베스트 아티스트 (2009년 ~ , 닛폰 TV) - 종합 사회
- 1억3000만명의SHOW채널(2021년 ~ 현재, 닛폰 TV계열) - 진행자, 원래제목은 아라시니시야가레이다.

### 과거 특별 프로그램
- 루빈의 병 (2007년 12월 28일, 후지 TV) - MC
- 닛포니아 학습장 (2008년 1월 2일, TBS) - MC
- Music Lovers DREAM LIVE 2009 (2009년 3월 24일, 닛폰 TV) - MC
- 사쿠라이 쇼×이케가미 아키라의 그런가! 무심코 감탄케하는 특상 뉴스 (2010년 1월 21일, TBS) - MC
- 영국 왕실 윌리엄 왕자·캐서린 비 세기의 로열 웨딩 (2011년 4월 29일, 닛폰 TV 금요 수퍼 프라임) - MC
- 사쿠라이 쇼의 “지금 거기에 있는 사람들”＜생명의 현장＞ (2011년 9월 7일, NHK 교육 텔레비전)
- 닛테레계 음악 제전 음악의 힘 2012 (2012년 3월 7일, 닛폰 TV) - 종합 사회
- 〈부흥 TV〉 모두의 힘 3.11 (2012년 3월 11일, 닛폰 TV)
- NEWS ZERO 특별판 사쿠라이 쇼 세계를, 취재한다. (2012년 11월 3일, 닛폰 TV)
- 원폭의 날 특별 프로그램 〈68년째의 아침~next 당신에게~〉 (2013년 8월 6일, 히로시마 TV)
- 아사이치 〈사쿠라이 쇼가 보는 종말기 의료의 현장~완화 케어의 지금~〉 (2014년 3월 27일, NHK 종합) - 프레젠터
- ZERO Culture 스핀오프 아이돌의 지금, 이제부터 (2015년 7월 30일, 닛폰 TV)
- 전후 70년 특별 프로그램 사쿠라이 쇼&이케가미 아키라 교과서에서 배울 수 없는 전쟁 (2015년 8월 4일, 닛폰 TV) - MC
- 동일본 대지진으로부터 5년 사쿠라이 쇼×이케가미 아키라 교과서에서 배울 수 없는 재해 (2016년 3월 1일, 닛폰 TV) - MC
- 미래에 사는 건축가 안도 타다오의 도전 2016 (2016년 7월 9일, TBS) - 내레이션

### 콘서트
- Extra Storm in Winter '06 THE SHOW (2006년 1월 14일 ~ 31일) - 첫 솔로 콘서트

### 라디오
- SHO BEAT (2002년 10월 5일 ~ 2008년 3월 30일, FM-FUJI)

## 서적

### 잡지 연재
- 사쿠라이 쇼의 건축을 배우는 여행. (《Casa BRUTUS》 2011년 3월호 ~ )

### 사진집
- 허니와 클로버 PHOTO MAKING BOOK (2006년 7월, 슈에이샤)
- 영화 〈얏타맨〉 오피셜 비주얼 북 (2009년 3월, 카도카와 미디어 하우스)
- 사쿠라이 쇼＆호리키타 마키 드라마 〈특상 카바치!〉 Photo Book (2010년 2월, 코단샤)
- 신의 카르테 공식 메모리얼 포토 북 (2011년 7월, 쇼가쿠칸)